# Веніамін Богацький
Веніамін Богацький (чернече ім'я Веніамін; до 1700 — після 1733) — український церковний педагог, богослов, ігумен Гадяцького Красногірського Миколаївського монастиря. Випускник та викладач Києво-Могилянської академії, професор.

## Біографія
Вищу освіту здобув у Києво-Могилянській академії.
У 1720-1721 навчальних роках викладав риторику в Києво-Могилянській академії.
Залишив після себе рукописний курс риторики під назвою «лат. Opus de arte rhetorica, in quattuor libres divisum instituendae roxolanae iuventuti pro modo et faciliore norma bene dicendi in insigne religionis orthodoxae patriae suae et avitae domus avamentum tradi-tum in almo collegio Kiievomohilaeano anno 1720. Sub reverendo p[atre] Beniamin Bogacki professore classis rhetoricae ordinario Paulus Isaievicz [majior exaravit» («Твір про риторичне мистецтво, на 4 книги поділений для учнівського українського юнацтва згідно зі способом і більш легкої норми красномовства для користі православної релігії, своєї батьківщини і рідного дому, викладений у рідній колегії Києво-Могилянській 1720 року. Під керівництвом преосвященного о[тця] Веніаміна Богацького, ординарного професора риторичного класу, Павло Ісаєвич [стар]ший переписав»).
1733 призначений ігуменом Гадяцького Красногірського Миколаївського монастиря (м. Гадяч).
Того ж 1733 року був заарештований владою Російської імперії за звинуваченням, що не відправляв молебні за російського царя.